# Марзалюк, Василиса Александровна
Василиса Александровна Марзалюк (род. 23 июня 1987 года) — белорусская спортсменка-борец, чемпионка Европейских игр 2015 и 2019 годов, многократный призёр чемпионатов мира и Европы. Заслуженный мастер спорта Республики Беларусь (2012).

## Биография
Родилась в 1987 году в Логойске. В детстве, помимо бальных танцев, занималась фехтованием, баскетболом, лёгкой атлетикой и синхронным плаванием. Затем перешла в борьбу.
Окончила Белорусский государственный университет физической культуры. Училась в Международном институте дистанционного образования при БНТУ на экономической специальности.

### Спортивная карьера
Первые тренеры — Сергей Григорьевич Шкрадюк и Василий Дмитриевич Крезо.
В 2005 году завоевала бронзовую медаль Чемпионата Европы в весовой категории до 72 кг. В 2006 году стала чемпионкой мира среди юниоров. В 2007 году была дисквалифицирована на 24 месяца, так как в её организме нашли запрещенный фуросемид. Спортсменка вину не признала. Её тренер заявил, что допинг Василисе подсыпали россиянки, пытаясь избавиться от конкурентки. Позднее Марзалюк призналась, что употребляла препарат для сгонки лишних килограммов.
В 2011 году стала серебряной призёркой чемпионата Европы и бронзовой призёркой чемпионата мира.
В 2012 году завоевала бронзовую медаль чемпионата мира, но на Олимпийских играх в Лондоне стала лишь 5-й. Потерпев поражение уже в стартовой схватке от болгарки Станки Златевой-Христовой, Василиса сквозь сито утешительного турнира пробилась в бронзовый финал, где сильнее оказалась испанка Майдер Унда.
В марте 2013 года завоевала бронзовую медаль чемпионата Европы в Тбилиси. Позднее поменяла тренера из-за конфликта с Виктором Николаевичем Гордейчиком. Стала тренироваться под руководством Артура Евгеньевича Зайцева.
В 2014 году стала второй на чемпионате Европы в Финляндии, встретившись в финале со Станкой Златевой.
В 2015 году стала чемпионкой Европейских игр. В сентябре 2015 года стала бронзовой призеркой чемпионата мира в Лас-Вегасе, и завоевала лицензию для Беларуси на ОИ-2016. В этом же году была удостоена звания «Минчанин года».
В марте 2016 года на чемпионате Европы в Риге завоевала бронзу, но в августе 2016 года на Олимпийских играх в Рио-де-Жанейро вновь стала лишь 5-й, уступив в бронзовом финале китаянке Чжан Фэнлю.
В 2017 году на чемпионате мира завоевала серебряную медаль, уступив в схватке за золото турчанке Ясемин Адар. В мае 2018 года на чемпионате Европы в Каспийске вновь завоевала бронзу.
На вторых Европейских играх Василиса завоевала золотую медаль. В финальной схватке Марзалюк одолела соперницу из Германии Фрэнси Рэделт — 9-0. Защита титула подпала под условия проекта «Олимпийский путь», так что спортсменка смогла сделать свой выбор в пользу логойской СДЮШОР. Президентский спортивный клуб перечислил в данное учреждение 15 тысяч рублей.
В марте 2021 года по итогам олимпийского квалификационного турнира в Будапеште Василиса смогла обеспечить себе путёвку в Токио. На Олимпийских играх Марзалюк уступила в стартовом поединке Алине Роттен-Фоккен, однако смогла продолжить борьбу за бронзовую медаль. В утешительном раунде уступила китаянке Киан Жу (1:2) и завершила выступление на Играх.